# Липтовска Осада
Липтовска Осада (слч. Liptovská Osada) насељено је мјесто са административним статусом сеоске општине (слч. obec) у округу Ружомберок, у Жилинском крају, Словачка Република.

## Становништво
| Година:    | 1994. | 2004.   | 2014.   | 2024.   |
| ---------- | ----- | ------- | ------- | ------- |
| Број људи: | 1715  | 1617    | 1651    | 1564    |
| Разлика:   |       | -5,71 % | +2,10 % | -5,26 % |

| Година:    | 2023. | 2024.   |
| ---------- | ----- | ------- |
| Број људи: | 1573  | 1564    |
| Разлика:   |       | -0,57 % |

Према подацима о броју становника из 2011. године насеље је имало 1.639 становника.